# Godwin Brumowski
Godwin Brumowski (Wadowice, 26 luglio 1889 – Schiphol, 3 giugno 1936) è stato un aviatore austro-ungarico.
Con 35 vittorie confermate tutte sul fronte italiano e ulteriori 8 abbattimenti non riconosciuti in quanto avvenuti al di là delle linee nemiche, fu l'asso con il maggior numero di vittorie della k.u.k. Luftfahrtruppen, l'aviazione austro-ungarica, durante la prima guerra mondiale.
Amico del famoso Barone Rosso, Manfred von Richthofen, il più celebre tra gli assi dell'aviazione tedesca della prima guerra mondiale, Brumowski assunse il comando di tutta l'aviazione austro-ungarica sul fronte dell'Isonzo.

## Primordi
Brumowski nacque in una famiglia di tradizioni militari a Wadowice, in Galizia, città che ora si trova in Polonia. Studiò alla Technische Militärakademie di Mödling ottenendo il grado di sottotenente il 18 agosto 1910. Servì nella 6ª divisione di artiglieria quando il 28 luglio 1914 ci fu la dichiarazione di guerra alla Serbia. Fu impiegato sul Fronte Orientale contro la Russia ottenendo la medaglia di bronzo e d'argento al valore militare prima di essere trasferito nell'aviazione militare.

## Carriera nell'aviazione

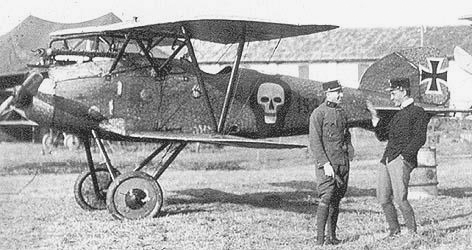
Godwin Brumowski, a sinistra nella foto, assieme all'altro asso Frank Linke-Crawford accanto all'Albatros (Oef) D.III Typ 153 costruito su licenza dalla Oeffag, da lui utilizzato con la FliK 41J. Aeroporto (ora scomparso) di Torresella, vicino a Fossalta di Portogruaro, fronte italiano.

Godwin Brumowski fu impiegato nella Fliegerkompagnie 1 (abbreviato Flik 1) come osservatore dell'asso dell'aviazione Otto Jindra. Il 12 aprile 1916, Jindra pilotava l'aereo Albatros B.I quando Brumowski partecipò al suo primo atto bellico nella nuova unità bombardando la città russa di Chotyn mentre vi si stava svolgendo una parata in onore dello Zar Nicola II. Nell'operazione abbatterono due dei sette Morane-Saulnier russi inviati a contrastare il velivolo guidato da Jindra. Queste furono le prime due vittorie di Brumowski. Ad essa ne seguì una terza il 2 maggio quando insieme al sergente Kurt Gruber abbatte un monoplano russo. Il 3 luglio 1916, Brumowski divenne ufficialmente pilota, a dispetto di un difetto all'occhio destro che fu corretto con un monocolo. Nel novembre si trasferì alla Flik 12, una unità sul fronte italiano. Il 3 dicembre con l'aiuto del capitano di corvetta Goffredo de Banfield ed il Zugführer Karl Cislaghi della Flik 28 abbatté su Hansa-Brandenburg D.I un bombardiere italiano della 1ª Squadriglia Caproni.
Il 2 gennaio Brumowski, divenne ufficialmente un asso dell'aviazione quando abbatte un Farman italiano mentre pilotava un Hansa-Brandenburg D.I. Il mese dopo, nel febbraio 1917 Brumowski assunse il comando della prima squadriglia da caccia dell'aviazione austro-ungarica, la FliK 41J. Prima di assumere questo comando passò 9 giorni presso un reparto tedesco dove conobbe il Barone Rosso,  Manfred von Richthofen. Al comando della Flik 41 J ebbe in organico molti piloti molto abili come Kurt Gruber, Károly Kaszala, Frank Linke-Crawford e Josef Novák. Nel giro di pochi mesi ottenne 16 vittorie confermate e 8 non ufficiali. La ventesima vittoria si concretizzò con la cattura di un Savoia-Pomilio italiano costretto ad atterrare oltre le linee austriache. La ventiduesima vittoria fu conseguita contro un pallone da osservazione italiano, presso l'isola di Morosina; questo fu anche il primo successo ottenuto a bordo dell'Albatros D.III.

## Il caccia con il teschio

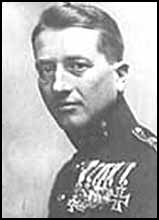
L'Albatros D.III di Godwin Brumowski, dopo essersi ribaltato nel febbraio 1918.

L'Albatros D.III utilizzato da Brumowski fu caratterizzato dalla stessa livrea completamente rossa che contraddistingueva Von Richthofen sul fronte occidentale, ma adornato su ciascun lato della fusoliera da un teschio contornato di nero. Brumowski mantenne le stesse insegne anche sugli aerei che guidò in seguito. Il 23 novembre assieme a Linke-Crawford abbatté due caccia Nieuport sopra Cortellazzo. L'inverno fu tranquillo ma il febbraio 1918 fu nuovamente frenetico, infatti, mentre era in volo fu assalito da 8 caccia italiani ed ebbe la peggio. Riuscì tuttavia a rientrare all'aeroporto, ma il velivolo riportò ben 26 fori di mitragliatrice e l'ala destra incendiata. Tre giorni dopo, nuovamente assalito da 8 caccia nemici, questa volta inglesi, riuscì a sfuggire e a fare un atterraggio di emergenza all'aeroporto di Passarella; il velivolo si ribaltò al contatto con il suolo. Il 18 giugno 1918 Brumowski aveva conseguito 31 vittorie.
Le ultime 4 le ottenne durante la cosiddetta offensiva del Piave in cui abbatté due palloni da osservazione, uno dei quali presso il litorale del Cavallino (Venezia, località Cà Costantini): si trattava del Draken del capitano del Genio Aerostieri Giovanni Alessandrini, il quale si salvò lanciandosi col paracadute; un biposto SAML pilotato dal Tenente Scavini e dal parigrado Osservatore Mario Beltramolli presso Villa Premuda vicino a Zenson di Piave; e ultimo un bombardiere leggero SVA 5 inviato per distruggere l'ultimo ponte sul fiume che avrebbe permesso la ritirata delle truppe di terra austro-ungariche. Il velivolo Ansaldo fu abbattuto presso il Montello (colle), ma l'Albatross incassò non meno di 37 proiettili. Il giorno 11 Brumovski fu designato a comandare le squadriglie da caccia dell'armata austro-ungarica dell'Isonzo. Il 22 giugno 1918, nel cielo di Conegliano, attaccando il Caproni Ca.33 pilotato dal capitano Federico Zapelloni, i cui mitraglieri nel corso dello stesso combattimento abbatteranno altri 3 caccia austroungarici, è costretto ad un atterraggio di fortuna a seguito della rottura dell'elica e della foratura del serbatoio.
Brumovski fu insignito di tutte le onorificenze possibili per un ufficiale, tranne l'Ordine Militare di Maria Teresa. Questa decorazione aveva la particolarità che poteva essere concessa solo in seguito a formale richiesta dell'interessato, Brumowski si rifiutò.

## Il dopoguerra
A guerra terminata, Brumowski si trasferì in Transilvania nel 1920, presso le proprietà ereditate dalla moglie, ma nel 1930 ritornò a Vienna dove avviò una scuola di volo ad Aspern. Rimase mortalmente ferito il 3 giugno 1936 nel corso di un incidente aereo all'aeroporto di Amsterdam-Schiphol mentre, in qualità di istruttore di volo, accompagnava un allievo.

## Brumowski nella cultura di massa
- La figura di Brumowski è stata di ispirazione per un importante personaggio della popolare serie di fumetti Dampyr, in cui Godwin Brumowski, diventato un non-morto, è servitore/amico del Maestro Draka. In precedenza, la sua figura era comparsa anche in un episodio di Corto Maltese, Sotto la bandiera dell'oro, in cui abbatte un pallone di osservazione.